# Medaille voor Rampenbestrijding
De Medaille voor Rampenbestrijding (Deens: "Redningsberedskabets Medalje") is een Deense onderscheiding die sinds 20 april 1994 door het Deense Rampenfonds aan Denen die buiten het koninkrijk en in internationaal verband de gevolgen van door mensen en de natuur veroorzaakte rampen hebben bestreden. De dragers mogen de letters R.B achter hun naam plaatsen. De medaille werd door Koningin Margaretha II van Denemarken gesticht maar door de directeur van het Deenst Rampenbestrijdingsagentschap toegewezen.
De ronde medaille wordt aan een vijfhoekig gevouwen wit lint met rode biesen en twee rode middenstrepen op de linkerborst gedragen. Op de voorzijde staat het Deense wapen, de keerzijde heeft zoals in Denemarken gebruikelijk is ruimte voor een inscriptie binnen een eikenkrans. Een eikenkrans was bij de Romeinen de dexcoratie voor een burger die een andere burger het leven had gered, het is ook een oud Germaans symbool. De gebruikelijke inscriptie behelst een jaartal en de naam van het land waar hulp werd geboden.
Het Ereteken van de Burgerbescherming ("Beredskabsforbundets Hæderstegn") is hoger in rang dan deze medaille. De Deense Medaille voor Langdurige Dienst in de Brandweer is lager.
terugwerkende kracht tot 1 april 1991.
Inscripties
- Afghanistan 1991
- Iran 1991
- Irak 1991
- Sri Lanka 1991-1992
- Sibirian 1991-1992
- Sct. Petersborg 1991
- De Baltiske Lande 1992
- Tyrkiet 1992
- Somalia 1992
- Somalia 1993
- Afghanistan 1994
- Eks-Jugoslavien 1991
- Eks-Jugoslavien 1992
- Eks-Jugoslavien 1992-1993
- Eks-Jugoslavien 1993
- Eks-Jugoslavien 1993-1994
- Eks-Jugoslavien 1994
- Eks-Jugoslavien 1994-1995
- Eks-Jugoslavien 1995
- Rumænien 1992
- Bosnien 1997
- Eks-Jugoslavien 1997-1998
- Liberia 1997-1998
- Albanien 1999
- Kosovo 1999
- Makedonien 1999
- Kosovo 2001
- Afghanistan 2002
- Iran 2003
- Banda Ache 2004
- Pakistan 2005
- Libanon 2006
- Libanon 2007
- Sumatra 2009
- Chile 2010
- Haiti 2010
- Albanien 2010
- Pakistan 2010